# Overly Dedicated
Overly Dedicated (stilizzato in O(verly) D(edicated)) è il quinto mixtape del rapper statunitense Kendrick Lamar, pubblicato il 14 settembre del 2010 e distribuito dalla Top Dawg Entertainment.
Il mixtape riesce a entrare nella chart degli album hip hop e ottiene buone recensioni da parte della critica. Christgau paragona il mixtape al suo album d'esordio Section.80.
| Recensione       | Giudizio |
| ---------------- | -------- |
| Robert Christgau | A-       |
| Sputnikmusic     | [ 3 ]    |

## Tracce
1. The Heart Pt. 2 (featuring Dash Snow) – 4:54 (musica: The Roots)
2. Growing Apart (From Everything) (featuring Jhené Aiko) – 3:41 (musica: Tae Beast)
3. Night of the Living Junkies – 3:32 (musica: Sounwave)
4. P&P 1.5 (featuring Ab-Soul) – 6:02 (musica: King Blue)
5. Alien Girl (Today, W/ Her) – 4:00 (musica: Sounwave)
6. Opposites Attract (Tomorrow, W/O Her) (featuring JaVonté) – 4:32 (musica: Willie B)
7. Michael Jordan (featuring Schoolboy Q) – 5:51 (musica: Sounwave)
8. Ignorance Is Bliss – 3:28 (musica: Willie B)
9. R.O.T.C. (Interlude) (featuring BJ the Chicago Kid) – 2:43 (musica: Jairus "J-Mo" Mozee)
10. Barbed Wire (featuring Ash Riser) – 4:26 (musica: Sounwave)
11. Average Joe – 4:16 (musica: Wyldfyer)
12. H.O.C – 5:17 (musica: Drop)
13. Cut You Off (To Grow Closer) – 6:04 (musica: Tae Beast)
14. Heaven & Hell (featuring Alori Joh) – 3:12 (musica: Tommy Black)

Tracce bonus
1. She Needs Me (Remix) (featuring Dom Kennedy & Murs) – 3:16 (musica: Sounwave)
2. I Do This (Remix) (featuring U-N-I, Skeme & Brown) – 4:08 (musica: Sounwave)

## Classifiche
| Classifica (2010)         | Posizione massima |
| ------------------------- | ----------------- |
| US Heatseekers Albums     | 46                |
| US Top R&B/Hip-Hop Albums | 72                |